# Balkansteinschmätzer
Der Balkansteinschmätzer (Oenanthe melanoleuca) ist eine Vogelart aus der Familie der Fliegenschnäpper (Muscicapidae). In Europa ist die Art im östlichen Mittelmeergebiet verbreitet. Ihre Körperlänge liegt zwischen 13,5 und 15,5 Zentimetern. Die Männchen sind kontrastreicher gezeichnet. Über Europa hinaus kommt der Balkansteinschmätzer von den Küsten des Roten Meeres bis zum Iran und von der Türkei bis ins südliche Äthiopien vor. Die Art bevorzugt offenes Buschland mit niedriger Vegetation.

## Aussehen und Merkmale

### Gefieder adulter Vögel
Beide Geschlechter treten in zwei verschiedenen Kleidern auf. Männliche Tiere sind im Brutkleid an der schwarzen Maske erkennbar, die bei weiblichen Vögeln nur grau angedeutet ist. Ockerbraunes Gefieder erstreckt sich bei diesen Vögeln über Brust und Krone. Die Kleider nichtbrütender Vögel wirken grauer.

### Körpermaße und Gewicht
Die Körperlänge reicht von 13,5 bis 15,5 Zentimetern bei einem Gewicht von 12 bis 21 g.

## Lautäußerungen
Es sind sowohl Gesänge als auch einzelne Rufe beschrieben.

## Verbreitung und Wanderungen

### Natürliche Verbreitung
Der Balkansteinschmätzer lebt schwerpunktmäßig im östlichen Mittelmeergebiet. Seine Verbreitung erstreckt sich vom Maghreb bis zur Krim; im Süden östlich weiter bis zum Iran und südlich entlang des Roten Meeres bis Äthiopien.

### Migration
Die Art verlässt die nördlichen Brutgebiete im September und überwintert in der afrikanischen Sahelzone. Der Rückzug beginnt zwischen März und Mai.

## Lebensraum
Der Balkansteinschmätzer bevorzugt offenes Buschland und Steilhänge durchsetzt mit Sandarak, Wacholder, Eichen, Pistazien und Oliven.

## Nahrung und Nahrungserwerb
Der Balkansteinschmätzer ist ein Wartenjäger auf Insekten; er frisst aber auch Beeren und Samen. In den Überwinterungsgebieten verzehrt er auch Würmer, Asseln, Milben oder Schnecken.

## Fortpflanzung
Die Brutzeit erstreckt sich von April bis Juni. Es werden Gelege von 3 bis 6 Eiern gelegt und 13–14 Tage bebrütet. Es sind bis zu zwei Bruten pro Jahr möglich.

## Prädatoren
Füchse werden als Räuber genannt.

## Bestand und Bestandsentwicklung
Die weltweiten Bestände gelten als stabil und nicht gefährdet.

## Systematik

### Verwandte Arten
Ursprünglich wurden Balkansteinschmätzer (Syn.: Oenanthe h. melanoleuca) und Maurensteinschmätzer (Syn: Oenanthe h. hispanica) als Unterarten des Mittelmeer-Steinschmätzers (Oenanthe hispanica) angesehen. Dies konnte durch genetische Studien von Schweizer et al. (2019) widerlegt werden. Eine bereits 1999 vorgeschlagene Abtrennung von Oenanthe h. melanoleuca als eigene Art Oenanthe melanoleuca wird somit allgemein akzeptiert. Unterarten hiervon werden nicht unterschieden.

### Hybride
Es sind Hybride zwischen Balkan- und Nonnensteinschmätzer (Oenanthe melanoleuca x pleschanka) dokumentiert.